# Comissão Temporária das Nações Unidas para a Coreia
A Comissão Temporária das Nações Unidas para a Coréia (Inglês: United Nations Temporary Commission on Korea; Coreano: 유엔한국임시위원단) foi um órgão instalado na Coréia do Sul ocupada pelos Estados Unidos em Maio de 1948 com o suporte da recém criada Organização das Nações Unidas após a queda do controle japonês sobre a Coréia no fim da Segunda Guerra Mundial e a dissolução pelos Estados Unidos da República Popular da Coréia, estabelecida em 1945 e 1946 de forma independente e não-alinhada.
A Comissão a partir de 1948, reconheceu somente da Coréia do Sul como legitima, por causa da Administração Civil Soviética e seu método de administração sobre a Coréia do Norte. Além disso, ela não reconheceu as eleições parlamentares de 1948 na Coréia do Norte já livre da União Soviética o que enfureceu o governo, sendo um dos principais gatilhos para a Guerra da Coréia dois anos depois, em 1950.